# Hoplia waterstradti
Hoplia waterstradti är en skalbaggsart som beskrevs av Moser 1912. Hoplia waterstradti ingår i släktet Hoplia och familjen Melolonthidae. Inga underarter finns listade i Catalogue of Life.